# 베링거인겔하임
베링거인겔하임(독일어: Boehringer Ingelheim 뵈링거 잉겔하임[*])은 독일의 제약 회사이다.
1885년에 알베르트 뵈링거(Albert Boehringer)가 잉겔하임암라인에 소규모 화학 공장을 매입하면서 설립되었다. 주식 시장에서 회사의 주식을 거래하지 않는 비공개 회사 형식으로 운영하고 있으며 세계 20대 제약 회사 가운데 하나로 여겨진다. 전세계에 145개 지사를 두고 있으며 51,000명 이상의 직원이 근무하고 있다. 의료용 의약품, 일반 의약품, 동물 약품, 바이오 의약품 사업을 진행하고 있다.
베링거인겔하임의 대한민국 법인인 한국베링거인겔하임은 1976년에 합작 회사 형식으로 설립되었다. 베링거인겔하임은 2017년에 일반 의약품 사업을 사노피에 양도하였다.